# Staringplein 9 (Amsterdam)
Staringplein 9 in Amsterdam-West is een bouwwerk in de wijk Overtoomse Sluis.

## Gebouw
Het gebouw werd in de periode 1907 tot 1909 opgetrokken aan de oostzijde van het Staringplein met vleugels aan de Brederodestraat en Eerste Helmersstraat. Hier bouwde de Evangelische Lutherse Gemeente een diaconiehof naar ontwerp van de architect Dirk van Oort. Het pand werd gebouwd in de stijl van de 19e eeuwse Hollandse Neorenaissance in een strak symmetrische vorm. Bij de bouw werden stenen elementen met tekst uit hun vorige panden (het Konijnenhofje aan de Konijnenstraat 16-48 en het Zwaardvegershofje aan de Tuinstraat) ingemetseld. Om de bewoonsters een eigen voordeur te kunnen geven, gaf de architect de woningen de vorm van een woonpalazzo: met gestapelde woningen rondom een binnenhof en 'gaanderijen' aan die hofzijde. Hierdoor ontstond een galerijflat, de eerste in Nederland.
De geloofsgemeente kon het terrein in 1905 bemachtigen na een terreinruil (Tolstraat) met geld toe naar de stadsgemeente. In 1910 kwam koningin-moeder Emma zu Waldeck und Pyrmont op bezoek waarbij het Algemeen Handelsblad al constateerde dat het gebouw qua uitstraling positief opviel ten opzichte van de overige bebouwing van de buurt.
Er werden in het gebouw circa zeventig oudere ongehuwde bewoonsters (ouder dan 40 jaar) ondergebracht. In de openingstoespraak werd het gebouw als volgt getypeerd: "Hier is niets anders dan een huis Gods en hier is een poort des hemels" (naar Genesis 28:17). In de loop der jaren werd het diverse keren verbouwd om te voldoen aan nieuwere wettelijke eisen maar ook voor de gebruikers. In 1982 vond een grootscheepse renovatie plaats onder begeleiding van architect A.J. Starreveld, waarbij een aantal kamers werd samengetrokken. Het gebouw heeft een vierkante plattegrond en is gebouwd rondom een centraal gelegen tuin. Er is een opvallend verschil in toegepaste uitstraling; buiten zakelijk hoekig en vierkant, binnen rondom het hof romantisch met boogconstructies in galerijen en trappenhuis.
Het gebouw werd in juni 2002 aangewezen als rijksmonument, niet alleen vanwege het uiterlijk maar ook vanwege de nog bijna in originele staat bevindende regentenkamer. Verder heeft het gebouw typologische waarde en ook de positionering aan het plein vond men bijzonder. Uiteraard hebben de oude geveldelen, een gedenkplaat en tuinvaas ter gelegenheid van het 25-jarig jubileum in 1934 een toegevoegde waarde. Het is het enige rijksmonument binnen genoemde wijk.

## Afbeeldingen

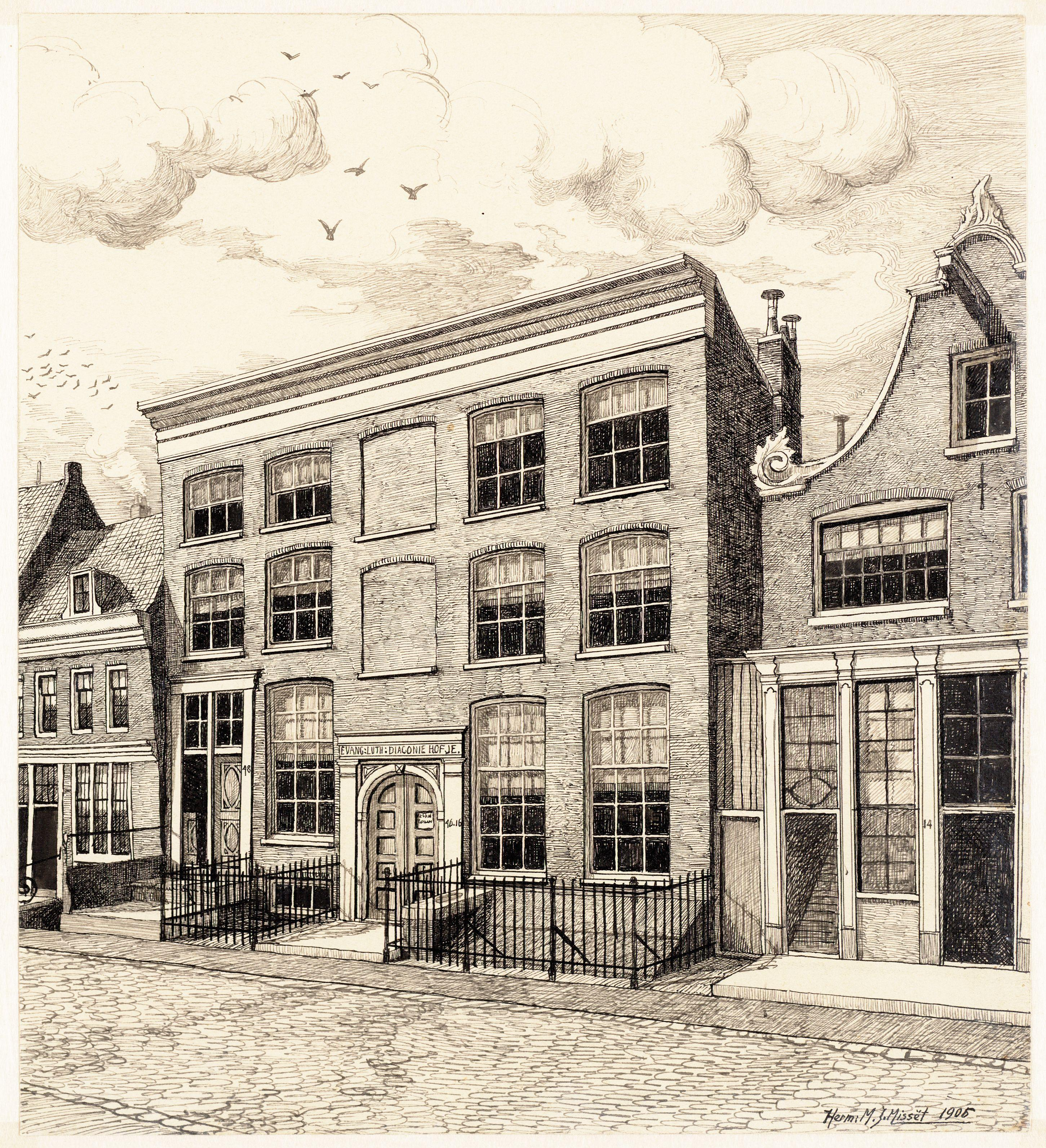
Konijnenhofje volgens Herman Misset in 1905
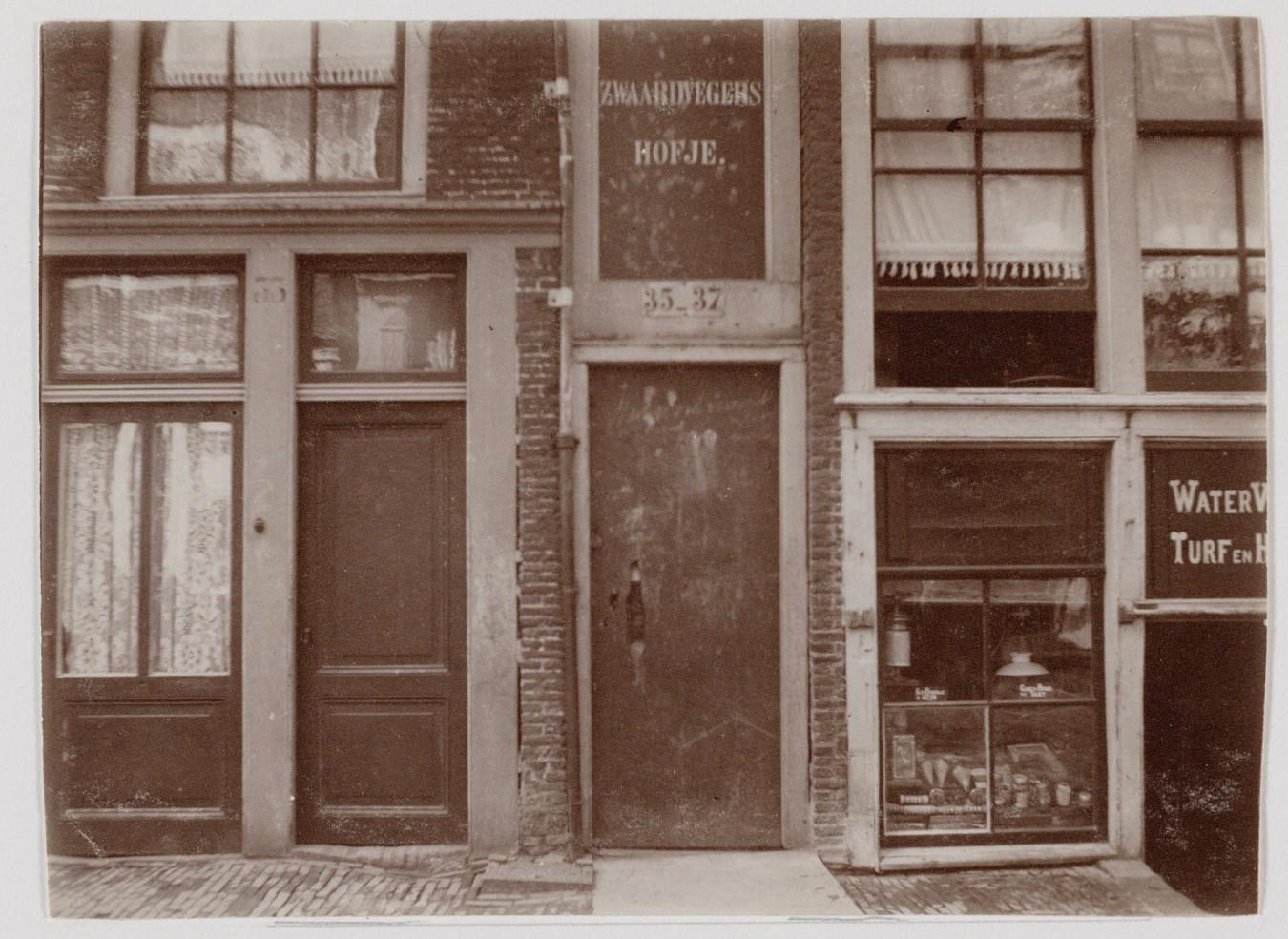
Ingang Zwaardvegershofje in circa 1886
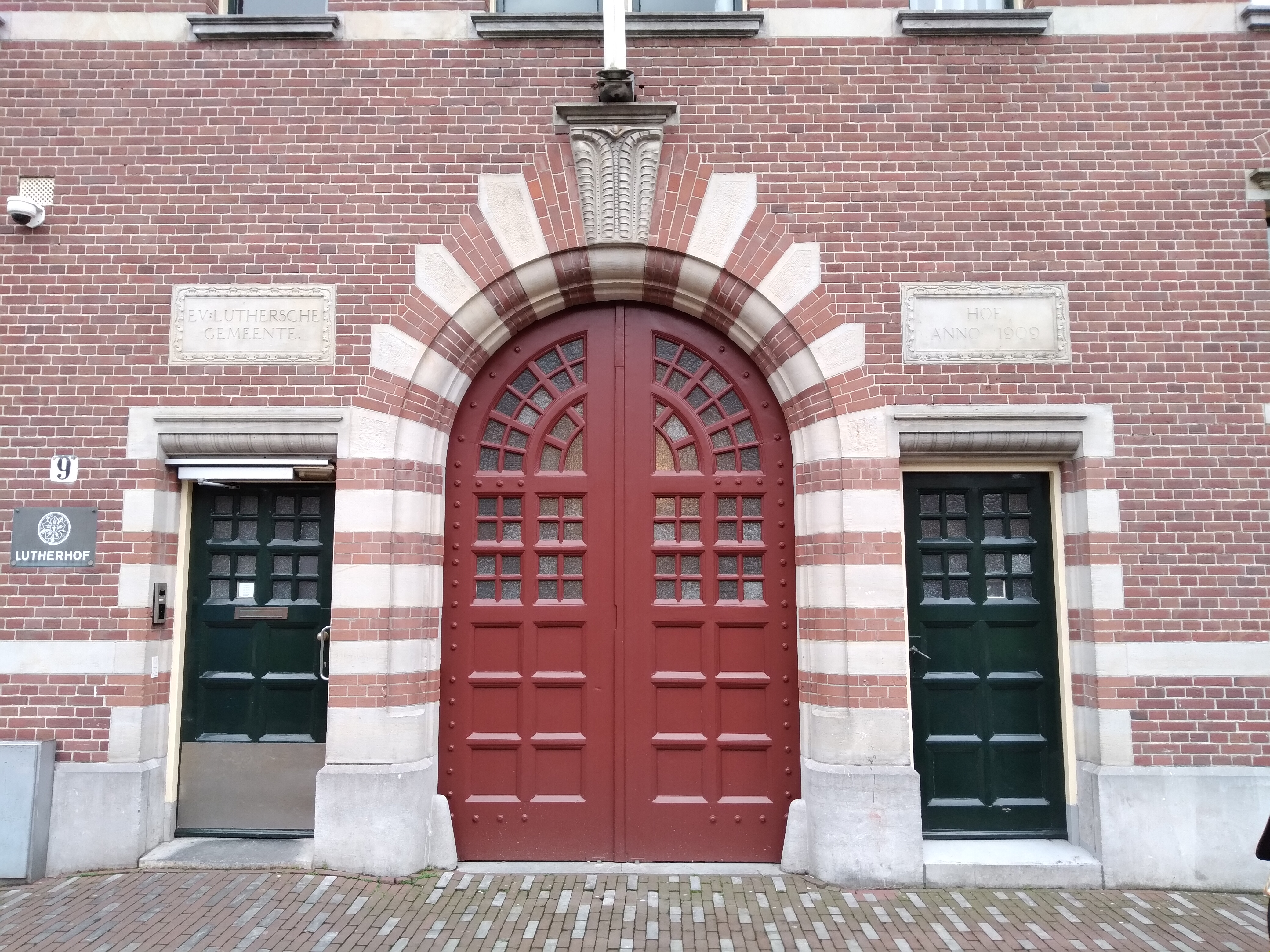
Toegang Lutherhof (februari 2021)